# تاشلی-شاریپوو
تاشلی-شاریپوو (انگلیسی: Tashly-Sharipovo) یک شهرک در شهرستان داولکانوفسکی در استان باشقیرستان کشور روسیه است.